# Shemshak
Schemshak (auch Shemshak persisch شمشک) ist ein Wintersportgebiet nordöstlich von Teheran im Elburs-Gebirge. Er liegt in einer Höhe von 2550 bis 3050 Metern 55 km von der Metropole und 10 km von Dizin entfernt.
Nach Dizin ist dies das zweitgrößte Skigebiet des Landes. 1958 wurde es in Betrieb genommen. Der Ort hat zwei Haupthänge und verfügt über zwei Sessellifte, fünf Schlepplifte sowie eine Flutlichtanlage für Nachtski.
Während sich Dizin als Skiort eher für Anfänger und das mittlere Skiniveau eignet, ist Schemschak ein Skiort für Fortgeschrittene mit steilen Hängen und Buckelpisten. Aufgrund des hohen Schneefalls und der trockenen Luft ist die Schneequalität hier besonders gut.
Mit zwei Hotels und vier Restaurants ist Schemschak eher ein ruhiger Skiort.

## Persönlichkeiten
- Lotfollah Kiashemshaki (* 1938), Skirennläufer
- Feizollah Bandali (* 1939), Skirennläufer